# Арнольд Баджу
Арнольд Баджу (нід. Arnold "Nolle" Badjou) (25 червня 1909, Лакен — 17 вересня 1994, Брюссель) — бельгійський футболіст і тренер. Грав у клубі «Дарінг». Ворота  збірної Бельгії захищав на трьох чемпіонатах світу — 1930, 1934 та 1938. На останньому чемпіонаті провів три матчі.